# Hiram Muñoz
Hiram Eduardo Muñoz Cantú (26 de mayo de 1995, Torreón, Coahuila, México) es un futbolista mexicano, juega como defensa y su actual equipo es el Puntarenas FC de la Primera División de Costa Rica.

## Trayectoria

### Inicios y Club Tijuana
Muñoz comenzó jugando para el Calor San Pedro en el 2011, aunque al no ver actividad alguna pasó a formar parte de las fuerzas básicas del Club de Fútbol Monterrey en el año de 2012, jugando así partidos en la categoría Sub-17. Ya en el año de 2015 tuvo la oportunidad de integrarse al equipo de Tercera División del Club Tijuana, tras destacar con buenas actuaciones en dicha categoría, comenzó a tener actividad tanto en el equipo de Segunda División y en la Sub-20.
El día 26 de julio de 2016 tuvo su debut con el primer equipo del Club Tijuana en un partido de Copa MX ante Lobos BUAP donde el cuadro fronterizo terminó cayendo por marcador de 4-0.
Su debut en la Primera División fue el 1 de abril de 2017, en un encuentro correspondiente a la jornada 12 del Clausura 2017, donde el cuadro fronterizo empató de visita ante Atlas FC, teniendo un marcador final de 3-3.

### Dorados de Sinaloa
En junio de 2019, se hace oficial su préstamo a los Dorados de Sinaloa. Su primer partido con el equipo fue el 1 de octubre de 2019 en la jornada cinco del Apertura 2019 ante el Celaya, fue titular y jugó todo el partido.

### Deportivo Malacateco
el 6 de junio de 2023 se anuncia su llegada al Deportivo Malacateco.

## Estadísticas
Actualizado el 5 de diciembre de 2024.
| Club Tijuana · México                                           | 1.ª                 | 2016-17             | 11  | 0 | 6  | 0 | - | - | 17  | 0 |
| Club Tijuana · México                                           | 1.ª                 | 2017-18             | 4   | 0 | 5  | 0 | 1 | 0 | 10  | 0 |
| Club Tijuana · México                                           | 1.ª                 | 2018-19             | 3   | 0 | 5  | 0 | - | - | 8   | 0 |
| Club Tijuana · México                                           | Total               | Total               | 18  | 0 | 16 | 0 | 1 | 0 | 35  | 0 |
| Dorados de Sinaloa · México                                     | 2.ª                 | 2019-20             | 6   | 0 | 3  | 0 | - | - | 9   | 0 |
| Dorados de Sinaloa · México                                     | 2.ª                 | 2021                | 11  | 0 | -  | - | - | - | 11  | 0 |
| Dorados de Sinaloa · México                                     | 2.ª                 | 2021-22             | 30  | 0 | -  | - | - | - | 30  | 0 |
| Dorados de Sinaloa · México                                     | 2.ª                 | 2022-23             | 29  | 0 | -  | - | - | - | 29  | 0 |
| Dorados de Sinaloa · México                                     | Total               | Total               | 76  | 0 | 3  | 0 | 0 | 0 | 79  | 0 |
| Malacateco · Guatemala                                          | 1.ª                 | 2023                | 13  | 0 | -  | - | - | - | 13  | 0 |
| Malacateco · Guatemala                                          | Total               | Total               | 13  | 0 | 0  | 0 | 0 | 0 | 13  | 0 |
| Puntarenas F. C. · Costa Rica                                   | 1.ª                 | 2024-25             | 17  | 0 | 3  | 0 | - | - | 20  | 0 |
| Puntarenas F. C. · Costa Rica                                   | Total               | Total               | 17  | 0 | 3  | 0 | 0 | 0 | 20  | 0 |
| Total en su carrera                                             | Total en su carrera | Total en su carrera | 124 | 0 | 22 | 0 | 1 | 0 | 147 | 0 |
| (1) Incluye datos de la Copa MX y Torneo de Copa de Costa Rica. |                     |                     |     |   |    |   |   |   |     |   |